# Pulau Tanahmasa
Pulau Tanahmasa är en ö i Indonesien.   Den ligger i provinsen Sumatera Utara, i den västra delen av landet, 1 200 km nordväst om huvudstaden Jakarta. Arean är 336 kvadratkilometer.
Terrängen på Pulau Tanahmasa är platt. Öns högsta punkt är 186 meter över havet. Den sträcker sig 44,6 kilometer i nord-sydlig riktning, och 31,1 kilometer i öst-västlig riktning.